# Zima jeho spokojenosti
Zima jeho spokojenosti (v anglickém originále The Winter of His Content) je 14. díl 25. řady (celkem 544.) amerického animovaného seriálu Simpsonovi. Scénář napsal Kevin Curran a díl režíroval Chuck Sheetz. V USA měl premiéru dne 16. března 2014 na stanici Fox Broadcasting Company a v Česku byl poprvé vysílán 12. června 2014 na stanici Prima Cool.

## Děj
Marge a Homer jsou po příjezdu domů z rande v plném zápalu vášně, ale veškerá romantika jde stranou, když jim Líza oznámí, že Springfieldský domov pro seniory byl uzavřen kvůli rozsáhlým přestupkům, a dědeček tak nemá kde bydlet. Rodina si dědečka vyzvedne, přičemž Homer hrubě navrhne, aby tátu umístili do luxusního psího útulku, načež Marge tento nápad rozzlobeně odmítne. Zatímco jsou na místě, Marge se dojme, když vidí, že Abeovy přátele Jaspera Beardsleyho a starého Žida nemá kdo vyzvednout, a k velkému zděšení zbytku rodiny řekne, že přijedou k nim také. 
Ve škole se Bart a jeho spolužáci převlékají na hodinu tělocviku. Nelson se neochotně převlékne, ale spolužáci se mu vysmějí, když zjistí, že má na sobě dámské spodní prádlo. Smích neustává, dokud Bart nepoukáže na to, že má na sobě Homerovy vlastnoručně vyrobené slipy, které dříve nosily gorily vystupující v cirkusech. Poté, co třída Bartovi za jeho laskavý čin zatleská, Nelson prohlásí, že jsou teď s Bartem dobří přátelé. Děda a jeho přátelé potřebují neustálou defibrilaci a Homer málem zemře, když uvidí účet za elektřinu, než ho Marge oživí. Homerovy stížnosti na staříky vedou Lízu k tomu, aby tiše, ale vážně upozornila, že ona a Bart dostávají náznaky, jak se budou o Homera starat, až bude starší, a zatímco Líza je šokována, když Homer prozradí, že Abeův otec žije, ale Abe ho ignoruje. Líza jen požádá svého otce, aby byl na Abea, kterého nazývá „pokladem“, hodný. 
Mezitím Bart dostane vzkaz zabalený do kamene hozeného do okna jeho ložnice. Když sklouzne po odpadní trubce vstříc vrhači kamene, je mu na hlavu nasazen pytel a je odnesen, přičemž je pozorují náčelník Wiggum a Lou. Nelson a ostatní rváči přijmou Barta do svých řad v opuštěném venkovském klubu. Doma Homerova snaha být milý a vstřícný k Abeovi a jeho přátelům, inspirovaná Lízou, vede k tomu, že se Homerovi překvapivě zalíbí životní styl seniorů v podobě časných snídaní, procházek po obchoďácích a Binga, a ti Homera uvedou do svého „klubu“. Naneštěstí má Homerovo uznání negativní dopad: Marge jeho nové chování dráždí a smutně řekne Patty a Selmě, že jí sice nevadilo, když začal plešatět a pak tloustnout, ale že nikdy nečekala a nechtěla, aby se choval starší, než je ona. 
Mezitím se Bart a rváči připravují na Summit rváčů, který se koná v Krustylandu. Setkání svolal Chester, vůdce všech šikanujících. Všichni šikanující musí odevzdat své zbraně, ale Bart se dostane na vedlejší kolej a zapomene odevzdat svůj prak. Když starší a vzpurnější rváč použije během Chesterova projevu Bartův prak, provinilý rváč obviní Barta a ten se musí spolu s Nelsonem, Dolphem a Jimbem pokusit dostat zpět do Springfieldu, aniž by ho všichni rozzuření členové gangu zbili nebo zabili. 
Začíná hon, založený na The Warriors, který má za cíl vypátrat Barta jako pachatele, zatímco DJ tuto činnost kryje. Bart, Dolph, Nelson, Kearney Zzyzwicz a Jimbo Jones se ukryjí v ruském kole a snaží se přečkat. Tyran, jenž zastřelil Chestera, je na kole také, a tak vyskočí a utečou. Poté, co se je skupině S.A.T. Preppers nepodaří zastavit, utíkají Bart a tyrani o život ulicí, pronásledováni všemi ostatními skupinami rváčů v obrovském autobusu. Nakonec se dostanou zpátky do metra, ale tam už na ně čekají Baseballoví chlupáči. Bart pomocí praku rozbije pouliční osvětlení a odvede jejich pozornost. Jeden z nich však zůstane vzadu a Nelson se obětuje pro ostatní. 
Chlapci se dostanou zpět do Springfieldu právě ve chvíli, kdy vychází slunce. Bart a rváči však nejsou na pláži jediní, Homer a staříci se tam shodou okolností také procházejí. Homer vidí, že jeho syn má potíže, a chce, aby mu jeho noví staří přátelé pomohli, ti však zbaběle dementují. Homer tedy vyrazí svou ne zrovna nejvyšší rychlostí a udeří nepřátelského tyrana dřív, než stihne ublížit Bartovi. V mžiku se Bully rozpláče a řekne, že se vlastně nikdy nepral, a uteče se svými spojenci pryč, zatímco Bart, Homer, Jimbo, Kearney, Dolph a Abe se svou posádkou pomalu kráčejí po pláži zpět ke Springfieldu. 
Té noci se Homer vrátí do normálu a vášnivě políbí Marge během deseti minut, které mají mezi spaním dětí a probuzením starců.

## Přijetí
Dennis Perkins z The A.V. Clubu ohodnotil díl známkou C a uvedl: „Zima jeho spokojenosti je typickou epizodou Simpsonových pro ty, kteří chtějí argumentovat nedůsledností seriálu v pozdních sériích. Není sice nic méně pronikavého než říkat, že seriál už není, co býval, ale díly jako tato nejsou ničím jiným než palivem pro argumentaci – lhostejným, vlažným palivem.“.
Epizoda získala rating 1,9 a sledovalo ji celkem 4,02 milionu lidí, což z ní ten večer udělalo druhý nejsledovanější pořad bloku Animation Domination.